# Epinephelus cifuentesi
La cabrilla verde o norteño (Epinephelus cifuentesi) es una especie de peces de la familia Serranidae en el orden de los Perciformes.

## Morfología
Los machos pueden llegar alcanzar los 100 cm de longitud total y 22,3 kg de peso. Presenta 11 espinas en la aleta dorsal, la segunda mayor que las demás. El cuerpo es pardo verdusco uniforme.

## Distribución geográfica
Se encuentra en el Pacífico oriental: desde las islas Galápagos (Ecuador), hasta la isla del Coco y el golfo de Nicoya en Costa Rica, probablemente hasta México, en profundidades entre los 40 y 120 m.